# Lotyšsko na Letních olympijských hrách 2012
Lotyšsko se účastnilo Letní olympiády 2012. Zastupovalo ji 46 sportovců (32 mužů a 14 žen) v 12 sportech.

## Medailisté
| Medaile | Jméno                         | Sport            | Soutěž                |
| ------- | ----------------------------- | ---------------- | --------------------- |
| Zlato   | Māris Štrombergs              | Cyklistika       | muži BMX              |
| Bronz   | Mārtiņš Pļaviņš Jānis Šmēdiņš | Plážový volejbal | muži plážový volejbal |